# Chrysotus tennesseensis
Chrysotus tennesseensis är en tvåvingeart som beskrevs av Robinson 1964. Chrysotus tennesseensis ingår i släktet Chrysotus och familjen styltflugor.
Artens utbredningsområde är Tennessee. Inga underarter finns listade i Catalogue of Life.